# عواقب (فیلم ۲۰۱۷)
عواقب‏ (به انگلیسی: Aftermath) (با نام سابق ۴۷۸) یک فیلم درام و دلهره‌آور آمریکایی به کارگردانی الیوت لستر با بازی آرنولد شوارتزنگر است، که در ماه آوریل سال ۲۰۱۷ عرضه شد.
در این فیلم آرنولد شوارتزنگر دومین نقش آفرینی درام خود را تجربه کرد.

## خلاصه داستان
داستان فیلم مربوط به ماجرای واقعی سقوط یک هواپیمای مسافربری در ژوئیه ۲۰۰۲ و اتفاقاتی است که طی ۴۷۸ روز بعد از آن رخ داد .
فیلم داستان مردی به نام رومان ملنیک را به تصویر می‌کشد که همسر و فرزندش در سانحه هوایی کشته شده‌اند.
داستان فیلم پیامد ۲۰۱۷
رومن ملنیک، یک کارگر ساختمانی، در روز ورود خانواده اش اجازه می‌یابد زودتر محل کار خود را ترک کند تا برای ورود همسرش اولنا و دختر باردارش نادیا از شهر نیویورک، با پرواز AX 112، آماده شود. در فرودگاه برای استقبال از خانواده‌اش، رومن خبر تصادف پرواز آنها AX 112، به همراه همسر و دخترش، را دریافت می‌کند. رومن بسیار ناراحت است و مسئول کنترل ترافیک هوایی(جیکوب بونانوس) را مسئول مرگ خانواده‌اش می‌داند.
در همین حال، جیکوب «جیک» بونانوس، که یک کنترل کننده ترافیک هوایی، با کریستینا ازدواج کرده و از او یک پسر کوچک به نام ساموئل دارد. جیک در شب تصادف در حال انجام وظیفه است، که برخورد هوایی زمانی اتفاق می‌افتد که همکارش در حال استراحت برای صرف قهوه است و جیک مجبور می‌شود هر دو کار خود را انجام دهد و خطوط تلفن مورد نیاز برای ارتباط با سایر فرودگاه‌ها در حین تعمیر است و برای مدت کوتاهی قطع می‌شوند. او پس از دیدن ناپدید شدن پرواز AX 112 و پرواز دیگر، DH 616، از رادار، با علم به اینکه دو هواپیما با هم برخورد کرده و نابود شده‌اند، بسیار ناراحت می‌شود.  اگرچه بازرسان نمی‌توانند جیک را مسئول سقوط و مرگ مسافران بدانند، اما او خود را سرزنش می‌کند؛ با گذشت زمان، او به آرامی از هم می‌پاشد، رابطه‌اش با خانواده‌اش تیره می‌شود و تمایلی به بحث در مورد آنچه اتفاق افتاده ندارد.
گزارش شده است که تمام ۲۷۱ مسافر و خدمه در این تصادف هوایی کشته شده‌اند. رومن به محل سقوط می‌رود و با وانمود کردن به داوطلبی که هیچ نسبتی با قربانیان ندارد، گردنبند دخترش و اجساد همسر و دخترش را پیدا می‌کند. در خانه، رومن در داخل خانه پنهان می‌ماند که تسا گوربت، روزنامه‌نگار، به او نزدیک می‌شود و ابراز علاقه می‌کند که کتابی در مورد این حادثه بنویسد. او در نهایت برخی از مقالات قبلی خود در مورد فجایع هوایی را که در مورد آنها نوشته بود (برای نشان دادن وفاداری خود به دقت و بی‌طرفی) از طریق شکاف پستی در، جا می‌گذارد.
به دلیل جدی بودن حادثه، وکیل شرکت او به جیک توصیه می‌کند که برای امنیت خود و خانواده‌اش به ایالت دیگری نقل مکان کند و نام جدیدی برای خود انتخاب کند.  رومن با وکلایی به نام‌های جان و جیمز گالیک ملاقات می‌کند که تلاش ناموفقی برای متقاعد کردن او به امضای توافق‌نامه‌ای دارند که در آن آمده است شرکت هواپیمایی هزینه‌های مراقبت‌های پزشکی و روانی او را به علاوه ۸۵۰۰۰ و ۷۵۰۰۰ دلار خسارت برای از دست دادن همسر و دخترش پرداخت خواهد کرد. رومن از امضای آن خودداری می‌کند، زیرا نه شرکت و نه وکلا بابت از دست دادن خانواده‌اش عذرخواهی نمی‌کنند.
یک سال بعد، رومن و دیگر بستگان قربانیان سقوط در مراسم افتتاح یادبود تازه تکمیل شده در محل سقوط شرکت می‌کنند. جیک که به ایالت دیگری نقل مکان کرده است، اکنون با نام "پت دیلبرت" در یک آژانس مسافرتی کار می‌کند و تنها زندگی می‌کند. رومن همچنین به شهر دیگری نقل مکان کرده و اکنون به عنوان نجار کار می‌کند.
رومن با تسا ملاقات می‌کند و از او می‌خواهد که به عنوان لطف، جیک را پیدا کند. تسا بعداً نام مستعار و شغل جیک را فاش می‌کند، اما در ابتدا از دادن آدرس او خودداری می‌کند. رومن بعداً ساختمانی را که جیک در آن کار می‌کند، ردیابی می‌کند و او را تا آپارتمانش دنبال می‌کند.  در آنجا، پس از یک روز انتظار، روزی که کریستینا و ساموئل اتفاقاً برای آخر هفته به دیدن جیک می‌روند، رومن دم در خانه‌اش با او روبرو می‌شود. جیک بدون عذرخواهی به او می‌گوید که این یک تصادف بوده است، بنابراین رومن به تنه و گردن او چاقو می‌زند. جیک به زمین می‌افتد و از شدت خونریزی می‌میرد، در حالی که کریستینا و ساموئل هق‌هق می‌کنند و رومن با هذیان کنار آنها روی مبل می‌نشیند.
رومن به جرم قتل محکوم می‌شود و 10 سال از دوران زندان خود را می‌گذراند، سپس با توجه به شرایط تخفیف‌دهنده‌ای که انگیزه جرم او بوده، زودتر از موعد مقرر آزاد می‌شود. او هنگام بازدید از مزار خانواده‌اش با غریبه‌ای آشنا می‌شود. مرد جوان ساموئل است که رومن را با قصد کشتن او برای انتقام قتل پدرش تعقیب کرده است. با این حال، رومن عذرخواهی می‌کند و ساموئل که غرق در احساسات شده است، متوجه می‌شود که نمی‌تواند انتقام را تحمل کند زیرا این چیزی نیست که به او آموخته شده است. او به رومن اجازه می‌دهد که آنجا را ترک کند. رومن زنده می‌ماند، اما اکنون باید بقیه عمر خود را با عواقب جرمش سر کند.

## بازیگران
- آرنولد شوارتزنگر در نقش رومان ملنی (براساس داستان زندگی ویتالی کالویف)
- اسکوت مک‌نری در نقش جیکوب بونانوس
- مگی گریس در نقش کریستینا
- مارتین داناوان در نقش رابرت
- هانا ور در نقش تسا
- ماریانا کلاونو / در نقش ایو ساندرس
- کوین زیگرز در نقش جان گالیک
- لری سالیوان در نقش جیمز گالیک
- کوین زیگرز